# Morti nel 1845
| Questa pagina contiene informazioni ricavate automaticamente dalle voci biografiche con l'ausilio del template Bio e di un bot. L'aggiornamento è periodico e automatico e ricostruisce completamente la pagina. Se manca una persona in questa lista, sei pregato di non aggiungerla, ma accertati piuttosto che la sua voce biografica contenga il template Bio e che i dati anagrafici siano correttamente compilati. Se il template Bio manca, inseriscilo tu stesso o, in alternativa, metti l'avviso {{tmp\|Bio}} che ne segnala la mancanza. Se i dati riportati sono sbagliati, correggi direttamente la voce biografica; le modifiche saranno visibili in questa lista entro pochi giorni. Per chiarimenti vedi il progetto biografie. La lista contiene solo le 204 persone che sono citate nell'enciclopedia e per le quali è stato implementato correttamente il template Bio. Pagina aggiornata al 18 ago 2025. |

## Gennaio(20)
- 1º gennaio - William Nott, ufficiale britannico (n. 1782)
- 2 gennaio - Hortense Haudebourt-Lescot, pittrice francese (n. 1784)
- 3 gennaio - Ahmad Tajuddin Halim Shah II di Kedah, sovrano malese
- 4 gennaio - Louis-Léopold Boilly, pittore francese (n. 1761)
- 6 gennaio - Nikolaj Grigor'evič Repnin-Volkonskij, generale russo (n. 1778)
- 8 gennaio - James Burke, pugile britannico (n. 1809)
- 8 gennaio - Paolina di Sagan, principessa tedesca (n. 1782)
- 10 gennaio - Giuseppe Asioli, incisore italiano (n. 1783)
- 10 gennaio - Ippolito Zibibbi, militare italiano (n. 1772)
- 12 gennaio - Nicola Grimaldi, cardinale italiano (n. 1768)
- 12 gennaio - Pierre-François Jamet, presbitero francese (n. 1762)
- 12 gennaio - Franz Wilhelm Lippich, medico slovacco (n. 1799)
- 12 gennaio - Giovanni Vicini, politico e giurista italiano (n. 1771)
- 13 gennaio - Vittorino Amoretti, incisore e tipografo italiano (n. 1772)
- 13 gennaio - Basile Guy Marie Victor Baltus de Pouilly, generale francese (n. 1766)
- 15 gennaio - Giuseppe Di Brocchetti, generale e politico italiano (n. 1772)
- 19 gennaio - William Eliot, II conte di St. Germans, diplomatico e politico inglese (n. 1767)
- 21 gennaio - Marija Aleksandrovna Potocka, nobildonna russa (n. 1807)
- 25 gennaio - Antonio Angelini, patriota italiano (n. 1810)
- 28 gennaio - Elizaveta Michajlovna Romanova, nobile russa (n. 1826)

## Febbraio(10)
- 8 febbraio - Emmanuele Lodi, vescovo cattolico italiano (n. 1770)
- 9 febbraio - William Griffith, medico, naturalista e botanico britannico (n. 1810)
- 13 febbraio - Kenneth Howard, I conte di Effingham, nobile e militare britannico (n. 1767)
- 13 febbraio - Henrik Steffens, filosofo e naturalista danese (n. 1773)
- 17 febbraio - Robert Grosvenor, I marchese di Westminster, nobile e politico inglese (n. 1767)
- 20 febbraio - Wilhelm Gotthelf Lohrmann, astronomo, cartografo e meteorologo tedesco (n. 1796)
- 22 febbraio - William Wellesley-Pole, III conte di Mornington, nobile e politico irlandese (n. 1763)
- 24 febbraio - Federico d'Assia-Kassel, nobile e generale danese (n. 1771)
- 25 febbraio - Pietro Domenico Polfranceschi, politico e generale italiano (n. 1766)
- 26 febbraio - Domenico Gilardi, architetto svizzero (n. 1785)

## Marzo(17)
- 1º marzo - Giuseppe Maria Foppa, librettista italiano (n. 1760)
- 2 marzo - Antonio Cattaneo, pubblicista e divulgatore scientifico italiano (n. 1786)
- 3 marzo - Sof'ja Vladimirovna Golicyna, nobildonna russa (n. 1775)
- 3 marzo - Marco Mastrofini, filosofo, presbitero e matematico italiano (n. 1763)
- 5 marzo - Martín Rodríguez, politico argentino (n. 1771)
- 6 marzo - Johann Joseph Achermann, pittore svizzero (n. 1790)
- 13 marzo - John Frederic Daniell, chimico e meteorologo inglese (n. 1790)
- 13 marzo - Charles-Guillaume Étienne, politico francese (n. 1777)
- 17 marzo - Pierre François Dejean, entomologo e militare francese (n. 1780)
- 17 marzo - Amilcare Paulucci delle Roncole, ammiraglio austriaco (n. 1773)
- 18 marzo - Johnny Appleseed, ambientalista statunitense (n. 1774)
- 20 marzo - Giuseppe Bertini, medico italiano (n. 1772)
- 22 marzo - Cassandra Austen, pittrice inglese (n. 1773)
- 26 marzo - Aleksander Stanisław Potocki, nobile e ufficiale polacco (n. 1778)
- 27 marzo - Carlo Forti, ingegnere italiano (n. 1766)
- 27 marzo - Victor Lhérie, attore, drammaturgo e librettista francese (n. 1808)
- 29 marzo - Charles Marsham, II conte di Romney, nobile e politico inglese (n. 1777)

## Aprile(11)
- 5 aprile - Michelangelo Ziccardi, botanico, storico e medico italiano (n. 1802)
- 7 aprile - Julie Clary, nobile francese (n. 1771)
- 13 aprile - Constance de Théis, poetessa francese (n. 1767)
- 14 aprile - Friedrich Adolf Krummacher, teologo tedesco (n. 1767)
- 18 aprile - Luigi Del Drago, cardinale italiano (n. 1776)
- 18 aprile - Nicolas-Théodore de Saussure, biologo svizzero (n. 1767)
- 20 aprile - Ahmadu Lobbo, religioso maliano (n. 1775)
- 20 aprile - Thomas Phillips, pittore inglese (n. 1770)
- 23 aprile - Johann Rudolph Czernin von und zu Chudenitz, nobile, politico e mecenate boemo (n. 1757)
- 25 aprile - Alois Ugarte, politico e nobile boemo (n. 1784)
- 26 aprile - George Harry Grey, VI conte di Stamford, nobile britannico (n. 1765)

## Maggio(23)
- 2 maggio - Frédéric François Guillaume de Vaudoncourt, generale e scrittore francese (n. 1772)
- 2 maggio - August Friedrich Pauly, filologo classico tedesco (n. 1796)
- 3 maggio - Thomas Hood, poeta e umorista inglese (n. 1799)
- 4 maggio - Philipp Jakob Cretzschmar, ornitologo e zoologo tedesco (n. 1786)
- 4 maggio - Josef Danhauser, pittore austriaco (n. 1805)
- 6 maggio - Angelo Antonio Scotti, paleografo, bibliotecario e arcivescovo cattolico italiano (n. 1786)
- 7 maggio - Carlo Donegani, ingegnere italiano (n. 1775)
- 7 maggio - Francisco de São Luiz Saraiva, cardinale e patriarca cattolico portoghese (n. 1766)
- 8 maggio - Josef Servas d'Outrepont, ginecologo tedesco (n. 1775)
- 11 maggio - Johann Heinrich Dierbach, botanico, medico e scrittore tedesco (n. 1788)
- 12 maggio - János Batsányi, poeta ungherese (n. 1763)
- 12 maggio - August Wilhelm von Schlegel, scrittore, traduttore e critico letterario tedesco (n. 1767)
- 13 maggio - Giovanni Battista Becchi, presbitero italiano (n. 1785)
- 13 maggio - John Shelton, ufficiale britannico
- 14 maggio - Manuel Jorge Rodrigues, generale e politico portoghese (n. 1777)
- 15 maggio - Giorgio II di Waldeck e Pyrmont, sovrano tedesco (n. 1789)
- 15 maggio - Samuel Isperuszoon Wiselius, politico e scrittore olandese (n. 1769)
- 17 maggio - Jean-Baptiste Philibert Willaumez, ammiraglio francese (n. 1763)
- 18 maggio - Maria Versfelt, olandese (n. 1776)
- 19 maggio - Jean Jacques Nicolas Huot, geologo, geografo e naturalista francese (n. 1790)
- 20 maggio - Joseph von Hazzi, giurista e ufficiale tedesco (n. 1768)
- 23 maggio - Youssef Boutros Hobaish, arcivescovo cattolico e patriarca cattolico libanese (n. 1787)
- 29 maggio - Michał Piwnicki, vescovo cattolico polacco (n. 1771)

## Giugno(12)
- 2 giugno - Friedrich August Benjamin Puchelt, patologo tedesco (n. 1784)
- 6 giugno - Louis-Victor de Caux de Blacquetot, generale, politico e nobile francese (n. 1773)
- 7 giugno - Louis Alexis Desmichels, generale francese (n. 1779)
- 8 giugno - Andrew Jackson, politico statunitense (n. 1767)
- 11 giugno - Karl Julius Perleb, botanico e naturalista tedesco (n. 1794)
- 15 giugno - Francesco Capaccini, cardinale italiano (n. 1784)
- 18 giugno - Antonio Bolognini Amorini, scrittore e storico italiano (n. 1767)
- 19 giugno - Jean Henri Jaume Saint-Hilaire, naturalista francese (n. 1772)
- 22 giugno - Joseph Mössmer, pittore austriaco (n. 1780)
- 23 giugno - Fulgence de Bury, drammaturgo francese (n. 1785)
- 28 giugno - John Gilbert, esploratore e naturalista britannico (n. 1812)
- 30 giugno - Leonardo Alenza y Nieto, pittore e illustratore spagnolo (n. 1807)

## Luglio(16)
- 1º luglio - Charles Ellis, I barone Seaford, politico inglese (n. 1771)
- 3 luglio - Kenneth Lewis Anderson, politico statunitense (n. 1805)
- 10 luglio - Jean-François Cordellier, generale francese (n. 1767)
- 10 luglio - Christian Frederik Hansen, architetto danese (n. 1756)
- 11 luglio - Johann Wilhelm Meigen, entomologo tedesco (n. 1764)
- 12 luglio - Henrik Wergeland, poeta norvegese (n. 1808)
- 15 luglio - Alexander Murray, VI conte di Dunmore, nobile scozzese (n. 1804)
- 17 luglio - Charles Grey, II conte Grey, nobile e politico britannico (n. 1764)
- 18 luglio - Giovanni Salucci, architetto italiano (n. 1769)
- 19 luglio - Heinrich Andreas Christoph Havernick, teologo tedesco (n. 1811)
- 21 luglio - James McHenry, scrittore statunitense (n. 1785)
- 22 luglio - Heinrich Bellegarde, generale e politico austriaco (n. 1756)
- 23 luglio - William Sublette, esploratore statunitense (n. 1798)
- 24 luglio - Agostino Fantastici, architetto e scenografo italiano (n. 1782)
- 25 luglio - Domenico Ricciardone, vescovo cattolico italiano (n. 1758)
- 29 luglio - François Joseph Bosio, scultore monegasco (n. 1768)

## Agosto(12)
- 4 agosto - Gabriele Fergola, matematico italiano (n. 1795)
- 7 agosto - Robert Graham, medico e botanico britannico (n. 1786)
- 8 agosto - Maria Giuseppa del Liechtenstein, nobildonna e mecenate austriaca (n. 1768)
- 9 agosto - Basileo Giovanni Pasquale Addone, avvocato, rivoluzionario e politico italiano (n. 1772)
- 18 agosto - Düzdidil Hanim, nobile abcasa (n. 1825)
- 19 agosto - Girolamo Orti Manara, scrittore e nobile italiano (n. 1769)
- 21 agosto - Vincent-Marie Viénot de Vaublanc, politico e scrittore francese (n. 1756)
- 22 agosto - Károly Andrássy, politico ungherese (n. 1792)
- 23 agosto - Amédée Louis Michel Lepeletier, entomologo francese (n. 1770)
- 23 agosto - Rafael Urdaneta, militare e politico venezuelano (n. 1788)
- 25 agosto - Antoine Risso, naturalista italiano (n. 1777)
- 29 agosto - Luigi Orelli, architetto italiano (n. 1768)

## Settembre(15)
- 1º settembre - Pietro Polar, imprenditore, magistrato e politico svizzero (n. 1773)
- 2 settembre - Bernardino Rivadavia, politico argentino (n. 1780)
- 2 settembre - Pierre-Paul Royer-Collard, politico e filosofo francese (n. 1763)
- 7 settembre - Giovanni Battista Caviglia, esploratore e navigatore italiano (n. 1770)
- 8 settembre - Ieroteo I di Alessandria, arcivescovo ortodosso greco
- 10 settembre - Joseph Story, giurista e avvocato statunitense (n. 1779)
- 12 settembre - Arthur Hill, III marchese del Downshire, nobile e politico irlandese (n. 1788)
- 13 settembre - Zaman Shah Durrani, afghano (n. 1767)
- 16 settembre - Thomas Davis, scrittore, poeta e giornalista irlandese (n. 1814)
- 16 settembre - Vincenzo Selvaggi, poeta, scrittore e patriota italiano (n. 1823)
- 16 settembre - Dmitrij Pavlovič Tatiščev, militare, ambasciatore e politico russo (n. 1767)
- 20 settembre - Matvej Matveevič Gedenštrom, esploratore e scrittore russo (n. 1780)
- 21 settembre - Klementyna Hoffmanowa, scrittrice polacca (n. 1798)
- 21 settembre - Jawahar Singh, indiano (n. 1814)
- 27 settembre - Maurizio Benedetto Olivieri, religioso, presbitero e funzionario italiano (n. 1769)

## Ottobre(17)
- 1º ottobre - James Millingen, numismatico e etruscologo britannico (n. 1774)
- 1º ottobre - John Spencer, III conte Spencer, nobile e politico britannico (n. 1782)
- 5 ottobre - Teodoro Monticelli, presbitero e naturalista italiano (n. 1759)
- 6 ottobre - Isabella Colbran, cantante e compositrice spagnola (n. 1784)
- 7 ottobre - John Jackson, pugile inglese (n. 1768)
- 8 ottobre - Matteo de Augustinis, avvocato e economista italiano (n. 1799)
- 9 ottobre - Gaetano Ricciolini, baritono italiano (n. 1778)
- 12 ottobre - Elizabeth Fry, filantropa britannica (n. 1780)
- 18 ottobre - Jean-Dominique Cassini, astronomo e cartografo francese (n. 1748)
- 18 ottobre - Hans Peter Christian Møller, zoologo e politico danese (n. 1810)
- 19 ottobre - Clemens August Droste zu Vischering, arcivescovo cattolico tedesco (n. 1773)
- 19 ottobre - Armand Gouffé, poeta e compositore francese (n. 1775)
- 22 ottobre - Giuseppe Nicola Durini, politico e economista italiano (n. 1765)
- 25 ottobre - Neri Corsini, diplomatico e politico italiano (n. 1771)
- 26 ottobre - Carolina Nairne, compositrice scozzese (n. 1766)
- 27 ottobre - Jean Charles Athanase Peltier, fisico francese (n. 1785)
- 30 ottobre - Nicolas Toussaint Charlet, pittore e incisore francese (n. 1792)

## Novembre(16)
- 2 novembre - Dominique Louis Antoine Klein, generale francese (n. 1761)
- 6 novembre - Charles Stuart, I barone Stuart de Rothesay, diplomatico inglese (n. 1779)
- 7 novembre - Joseph Warlencourt, pittore belga (n. 1784)
- 10 novembre - Ramón Casaús y Torres, arcivescovo cattolico spagnolo (n. 1765)
- 10 novembre - Alessandro Doveri, architetto e ingegnere italiano (n. 1771)
- 17 novembre - James Grimston, I conte di Verulam, nobile e politico inglese (n. 1775)
- 18 novembre - Ferdinando Bonazzi, organista italiano (n. 1764)
- 20 novembre - Matteo Ravnikar, vescovo cattolico, educatore e scrittore sloveno (n. 1776)
- 20 novembre - Nils Gabriel Sefström, chimico svedese (n. 1787)
- 22 novembre - Thomas Aspinwall Davis, imprenditore e politico statunitense (n. 1798)
- 22 novembre - Vera Nikolaevna Zavadovskaja, nobildonna russa (n. 1768)
- 24 novembre - Karl Wilhelm Wach, pittore tedesco (n. 1787)
- 25 novembre - Luigi Candiani, imprenditore italiano (n. 1784)
- 26 novembre - Giuseppe Antonio Zacchia Rondinini, cardinale italiano (n. 1787)
- 28 novembre - Melezio III di Costantinopoli, arcivescovo ortodosso greco (n. 1772)
- 30 novembre - Francesco Fergola, geodeta italiano (n. 1791)

## Dicembre(11)
- 2 dicembre - Johann Simon Mayr, compositore tedesco (n. 1763)
- 3 dicembre - Gregor MacGregor, militare, avventuriero e truffatore britannico (n. 1786)
- 5 dicembre - Franz Thaddäus von Waldburg-Zeil, principe e politico tedesco (n. 1778)
- 6 dicembre - Étienne Fay, attore teatrale, tenore e compositore francese (n. 1770)
- 13 dicembre - Luigi Tosi, vescovo cattolico italiano (n. 1763)
- 15 dicembre - Aleksandr Ivanovič Turgenev, storico e funzionario russo (n. 1784)
- 19 dicembre - Friedrich Wilhelm Riemer, storico della letteratura e bibliotecario tedesco (n. 1774)
- 19 dicembre - James Stuart-Wortley-Mackenzie, I barone di Wharncliffe, ufficiale e politico inglese (n. 1776)
- 21 dicembre - George Broadfoot, militare scozzese (n. 1807)
- 21 dicembre - Robert Sale, ufficiale britannico (n. 1782)
- 27 dicembre - Andrea Alverà, medico, storico dell'arte e linguista italiano (n. 1799)

## Senza giorno specificato(24)
- Gaspard-Louis-Charles Adam, scultore francese (n. 1760)
- Wilhelm Friedrich Ernst Bach, compositore e organista tedesco (n. 1759)
- Giuseppe Balducci, compositore italiano (n. 1796)
- Richard Harris Barham, scrittore britannico (n. 1788)
- Nikolaus Becker, poeta tedesco (n. 1809)
- Antonio Bosa, scultore italiano (n. 1780)
- Carlo Candida, nobile italiano (n. 1762)
- Andrea Caraffa, matematico e fisico italiano (n. 1789)
- Godefroi Cavaignac, politico francese (n. 1801)
- Ludwig Charlemagne, architetto russo (n. 1784)
- Giovanni Battista Da Persico, letterato e politico italiano (n. 1777)
- William Day, litografo britannico (n. 1797)
- Vincenzo Fiocchi, compositore e organista italiano (n. 1767)
- Chrétien-Louis-Joseph de Guignes, diplomatico francese (n. 1759)
- Francesco Icheri di Malabaila, vescovo cattolico italiano (n. 1784)
- Uvaysiy, poetessa uzbeka (n. 1781)
- Victor Emil Janssen, pittore tedesco (n. 1807)
- Carlo Giuseppe Londonio, storico, economista e letterato italiano (n. 1780)
- Ludwig Persius, architetto tedesco (n. 1803)
- Haim Pinto, rabbino marocchino (n. 1748)
- Cristino Rasponi, mecenate italiano (n. 1776)
- Elizabeth Vassall, nobildonna inglese (n. 1771)
- Giovanni Vincenti, patriota italiano (n. 1815)
- Khalifa bin Shakhbut Al Nahyan, sovrano emiratino (n. 1785)